# Вибори до Черкаської обласної ради 2015
Вибори до Черкаської обласної ради 2015 — вибори депутатів Черкаської обласної ради, які відбулися 25 жовтня 2015 року в рамках проведення місцевих виборів у всій країні.
Вибори відбулися за пропорційною системою, в якій кандидати закріплені за 84 виборчими округами. Для проходження до ради партія повинна була набрати не менше 5% голосів.

## Кандидати
Номери партій у бюлетені подані за результатами жеребкування:
| Номер у бюлетені | Назва                                 | Кількість кандидатів | Перший номер                     |
| ---------------- | ------------------------------------- | -------------------- | -------------------------------- |
| 1                | «Відродження»                         | 82                   | Яценко Антон Володимирович       |
| 2                | «Соціалісти»                          | 59                   | Веретільник Володимир Михайлович |
| 3                | Аграрна партія України                | 67                   | Старікова Наталія Володимирівна  |
| 4                | «Опозиційний блок»                    | 85                   | Мельников Ігор Петрович          |
| 5                | ВО «Черкащани»                        | 84                   | Коваленко Валентина Михайлівна   |
| 6                | Партія простих людей Сергія Капліна   | 10                   | Логінов Віталій Володимирович    |
| 7                | ВО «Батьківщина»                      | 85                   | Бондаренко Анатолій Васильович   |
| 8                | ВО «Свобода»                          | 85                   | Лошков Олександр Геннадійович    |
| 9                | Радикальна партія Олега Ляшка         | 80                   | Булатецький Микола Іванович      |
| 10               | «Блок Петра Порошенка „Солідарність“» | 84                   | Ткаченко Юрій Олегович           |
| 11               | «Наш край»                            | 51                   | Бут Віталій Петрович             |
| 12               | «Громадський рух „Народний контроль“» | 14                   | Колядко Богдан Сергійович        |
| 13               | «Нова держава»                        | 14                   | Іщенко Анатолій Борисович        |
| 14               | УКРОП                                 | 38                   | Сегеда Андрій Віталійович        |
| 15               | Партія ветеранів Афганістану          | 31                   | Рибченко Олександр Володимирович |

## Результати
| Місце | Партія                                | % голосів | Кількість голосів | Зміна % 2015 до 2010 | Усього місць |
| ----- | ------------------------------------- | --------- | ----------------- | -------------------- | ------------ |
| 1     | «Блок Петра Порошенка „Солідарність“» | 17,54%    | 79 730            | —                    | 18           |
| 2     | ВО «Черкащани»                        | 15,54%    | 70 654            | —                    | 16           |
| 3     | ВО «Батьківщина»                      | 12,53%    | 56 945            | ▼ -4,63%             | 13           |
| 4     | Радикальна партія Олега Ляшка         | 10,25%    | 46 578            | —                    | 10           |
| 5     | «Відродження»                         | 8,15%     | 37 049            | —                    | 8            |
| 6     | ВО «Свобода»                          | 7,52%     | 34 169            | ▲ +5,12%             | 7            |
| 7     | УКРОП                                 | 6,94%     | 31 560            | —                    | 7            |
| 8     | Партія ветеранів Афганістану          | 5,01%     | 22 789            | —                    | 5            |
| 9     | Аграрна партія України                | 4,36%     | 19 830            | —                    | —            |
| 10    | «Опозиційний блок»                    | 3,93%     | 17 876            | ▼ -24,99%            | —            |
| 11    | Партія простих людей Сергія Капліна   | 2,83%     | 12 866            | —                    | —            |
| 12    | «Громадський рух „Народний контроль“» | 2,07%     | 9401              | —                    | —            |
| 13    | «Соціалісти»                          | 1,62%     | 7382              | —                    | —            |
| 14    | «Наш край»                            | 0,99%     | 4485              | —                    | —            |
| 15    | «Нова держава»                        | 0,73%     | 3320              | ▼ -3,16%             | —            |
|       | Усього голосів за партії              | 100%      | 454 634           |                      | 84           |
|       | Недійсні                              | 4,59%     | 21 874            |                      |              |
|       | Усього (явка 47,15%)                  | —         | 476 584           |                      |              |